# Ізбиця-Куявська (гміна)
Гміна Ізбиця-Куявська (пол. Gmina Izbica Kujawska) — місько-сільська гміна у північній Польщі. Належить до Влоцлавського повіту Куявсько-Поморського воєводства.
Станом на 31 грудня 2011 у гміні проживало 7933 особи.

## Площа
Згідно з даними за 2007 рік площа гміни становила 132.05 км², у тому числі:
- орні землі: 83.00%
- ліси: 3.00%

Таким чином, площа гміни становить 8.97% площі повіту.

## Населення
Станом на 31 грудня 2011:
| Опис     | Загалом | Загалом | Чоловіки | Чоловіки | Жінки | Жінки |
| -------- | ------- | ------- | -------- | -------- | ----- | ----- |
| одиниця  | осіб    | %       | осіб     | %        | осіб  | %     |
| все      | 7933    | 100     | 3900     | 49.16    | 4033  | 50.84 |
| міське   | 2783    | 100     | 1351     | 48.54    | 1432  | 51.46 |
| сільське | 5150    | 100     | 2549     | 49.50    | 2601  | 50.50 |

## Сусідні гміни
Гміна Ізбиця-Куявська межує з такими гмінами: Баб'як, Бонево, Любранець, Пшедеч, Топулька.